# Zone de conservation du biotope de Kausen
La zone de conservation du biotope de Kausen  est une réserve naturelle norvégienne qui est située dans le municipalité de Færder, dans le comté de Vestfold.

## Description
L'îlot Kausen est située just à l'extérieur de la zone libre d'Øra, à l'ouest de Nøtterøy. La limite de la zone de conservation est tracée jusqu'à la plage du côté est de Kausen. Cela a été fait afin de ne pas imposer trop de restrictions à la vie en plein air. Pendant la durée de l'interdiction de circulation (15 avril inclus au 15 juillet inclus) , il est interdit d'amarrer des bateaux sur Kausen et de débarquer sur l'îlot. Kausen est une zone de nidification importante pour les oiseaux marins : Mouette rieuse, Goéland cendré, Goéland argenté et Goéland marin...
Objectif de conservation : protéger les oiseaux marins pendant la saison de reproduction sur l'îlot Kausen.

## Galerie

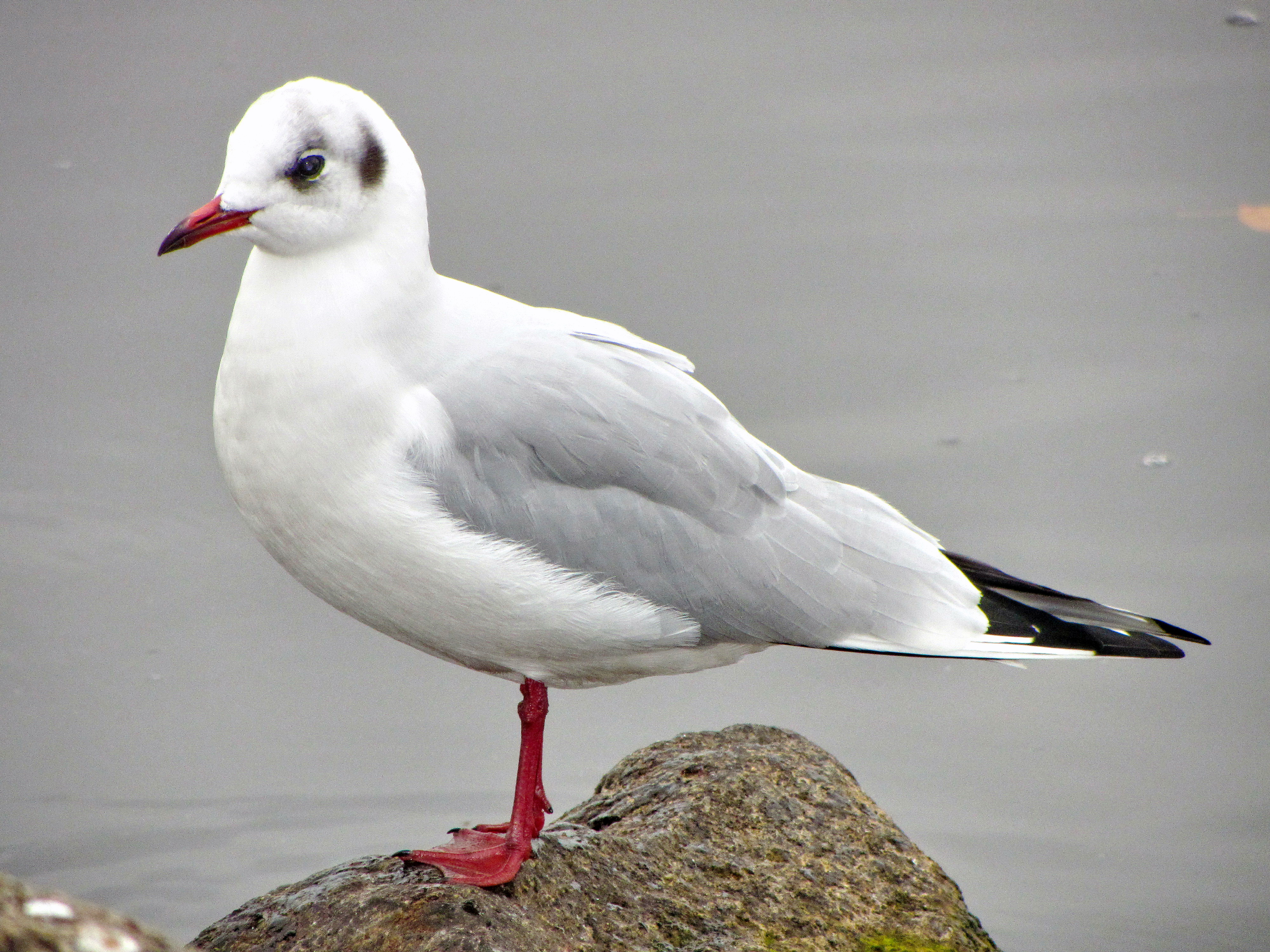
Mouette rieuse
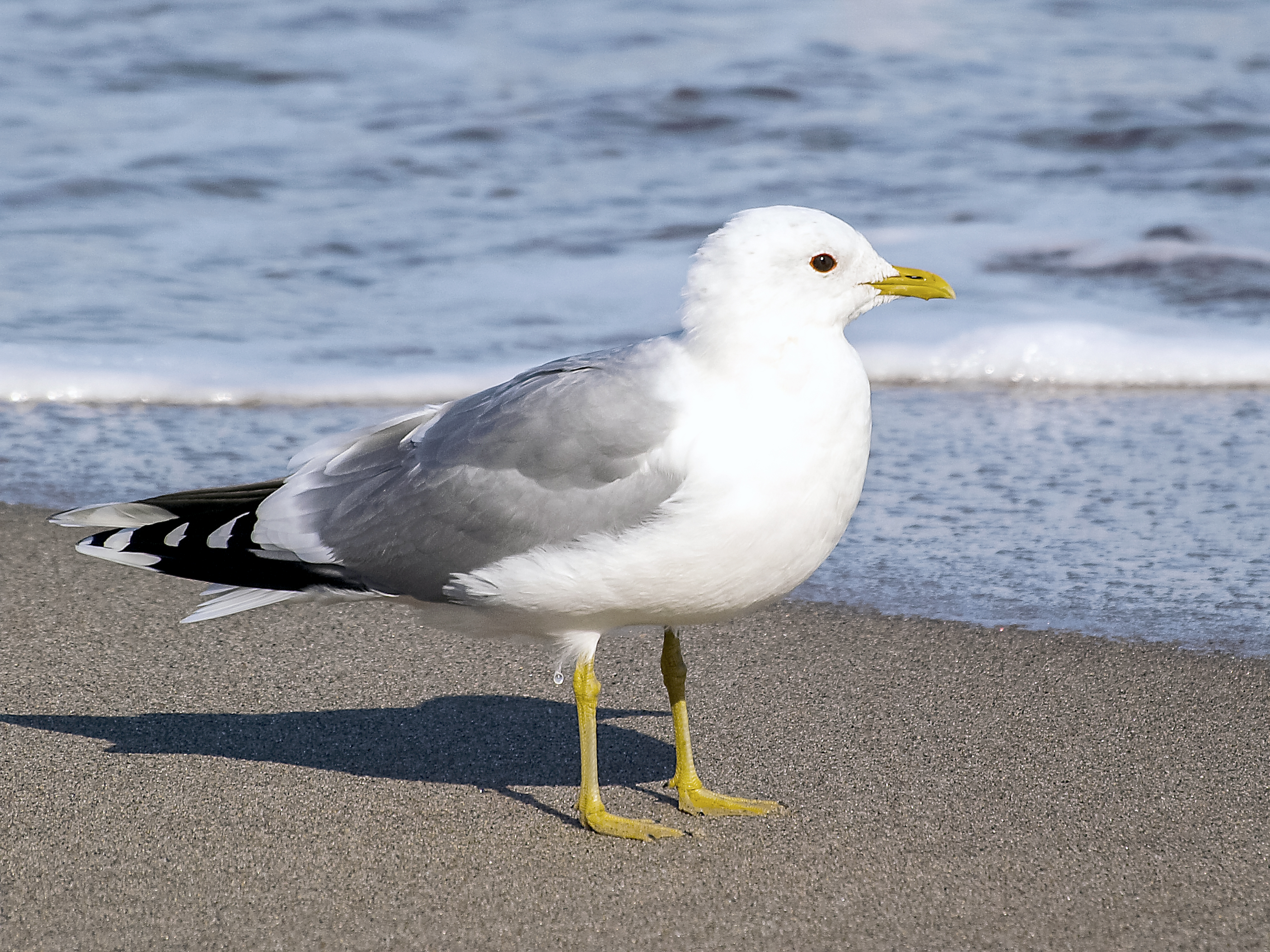
Goéland argenté
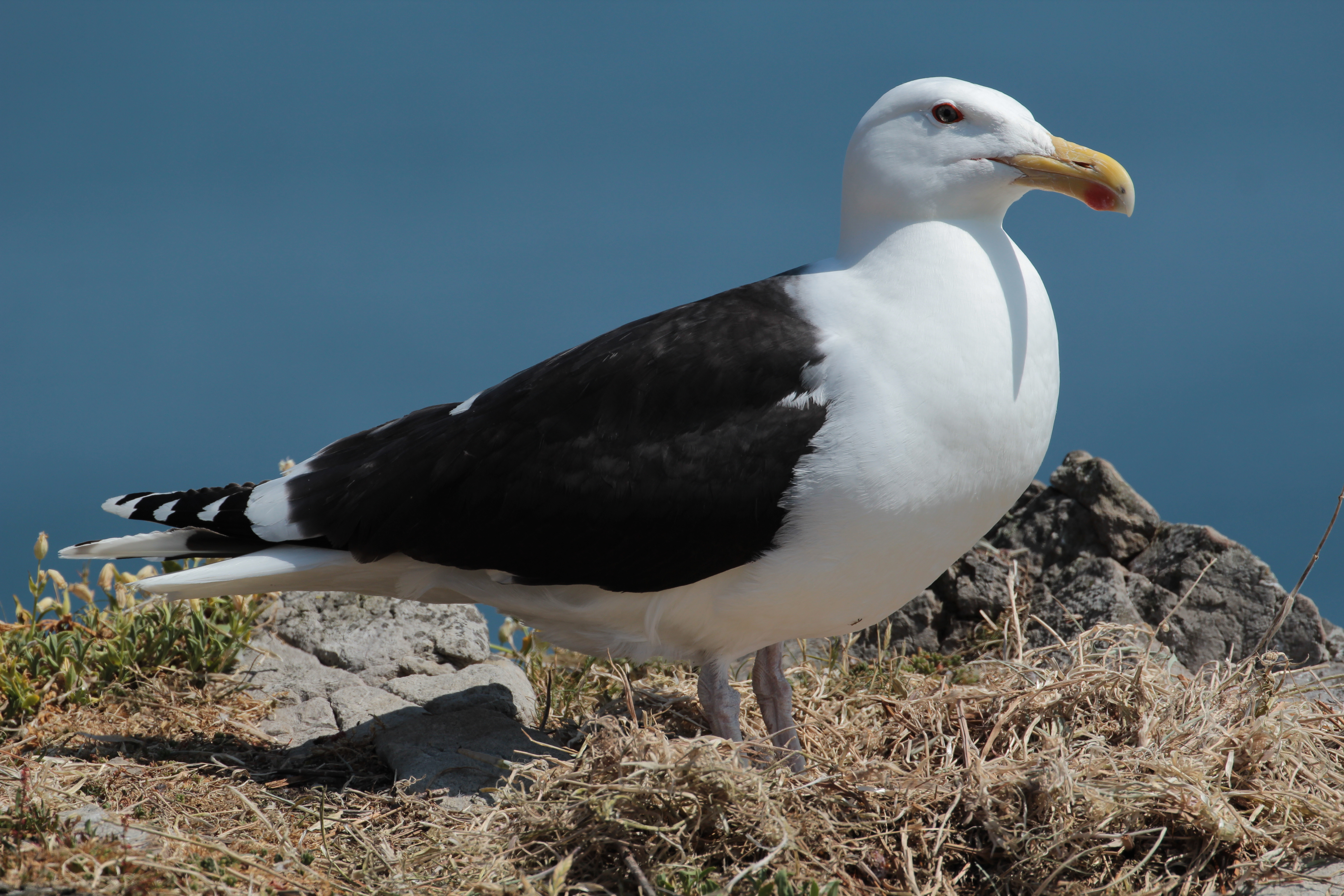
Goéland marin